# Musée de l’Orangerie

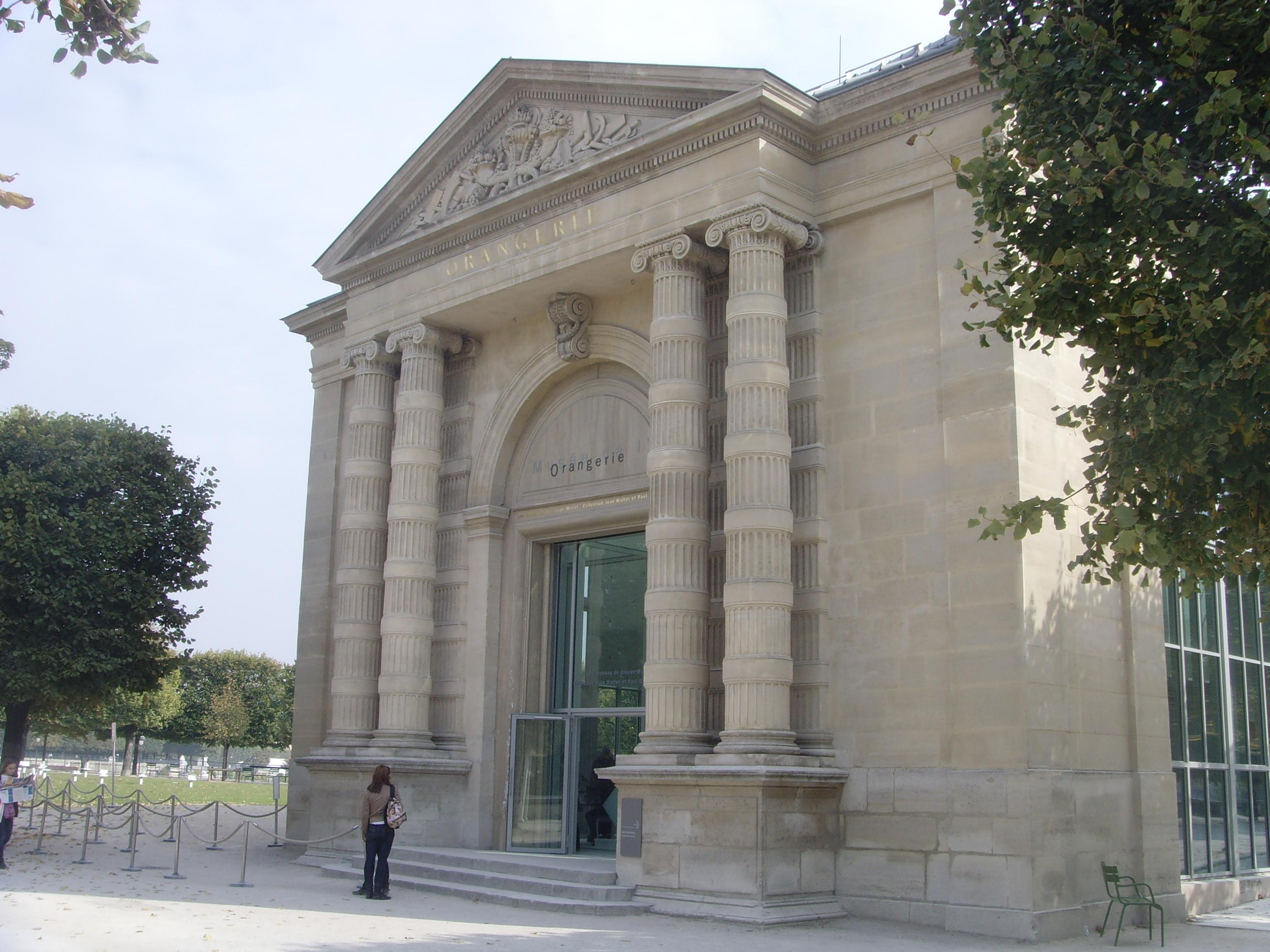
Eingangsfassade des Musée de l’Orangerie

Das Musée de l’Orangerie ist ein Kunstmuseum in Paris. Es beherbergt Werke des Impressionismus, des Spätimpressionismus und der École de Paris.

## Lage
Das Musée de l’Orangerie befindet sich im 1. Arrondissement im Jardin des Tuileries. Es grenzt unmittelbar an die Place de la Concorde, an der südwestlichen, der Seine zugewandten Seite der Grünanlage. Gegenüber, am nordwestlichen Ende des Jardin des Tuileries, befindet sich die Galerie nationale du Jeu de Paume.

## Geschichte
Die Planungen für das Gebäude des Musée de l’Orangerie stammten ursprünglich von dem französischen Architekten Firmin Bourgeois. Unter der Leitung seines Nachfolgers Louis Visconti erfolgte 1852 die Fertigstellung als Orangerie für den Jardin des Tuileries. Das Gebäude diente im Zweiten Kaiserreich seinem Zweck entsprechend der Aufbewahrung von kälteempfindlichen Pflanzen des Tuileriengartens während der Wintermonate. In den ersten Dekaden der Dritten Französischen Republik fand die Orangerie unterschiedliche Verwendungen. So kam es zur Nutzung als Materiallager, Kaserne, Konzert- und Festsaal und Sporthalle. Zudem gab es in dem Gebäude Industrie-, Gartenbau-, Hunde- und vereinzelt auch Kunstausstellungen.

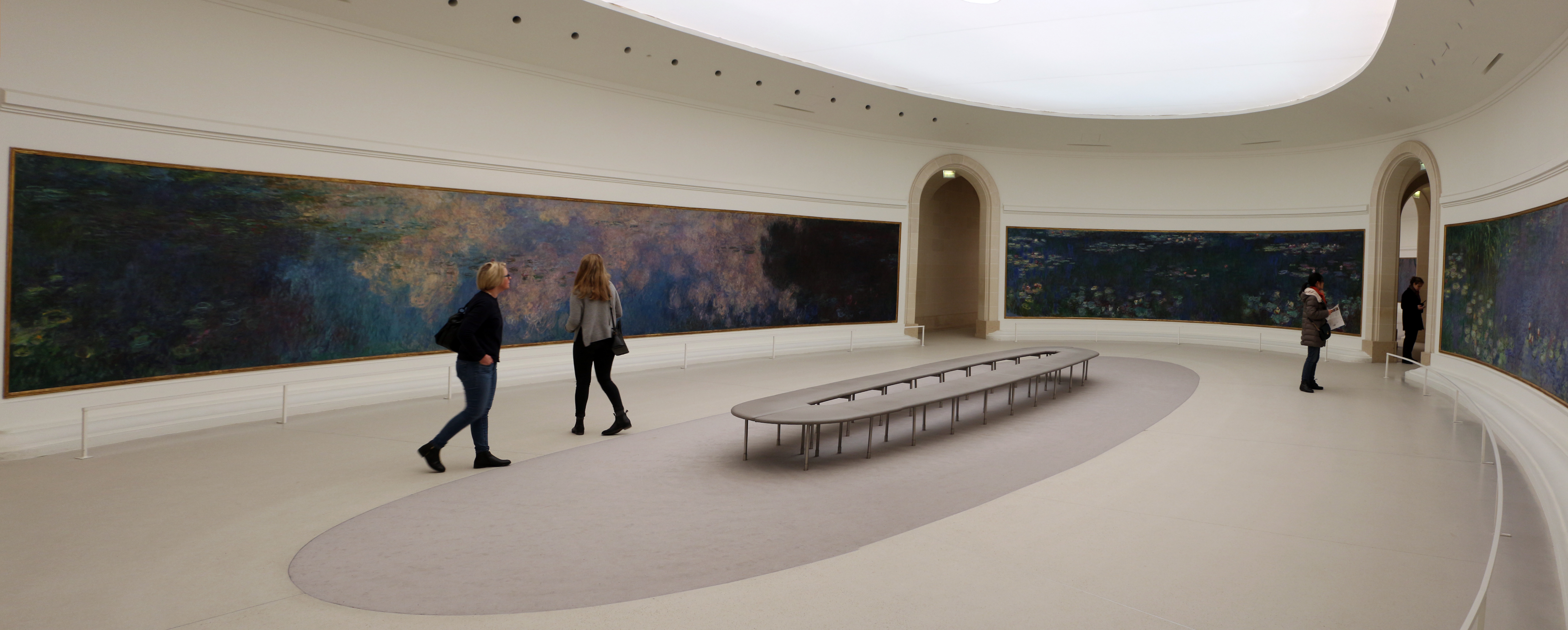
Teil der Seerosenbilder von Claude Monet im Musée de l’Orangerie

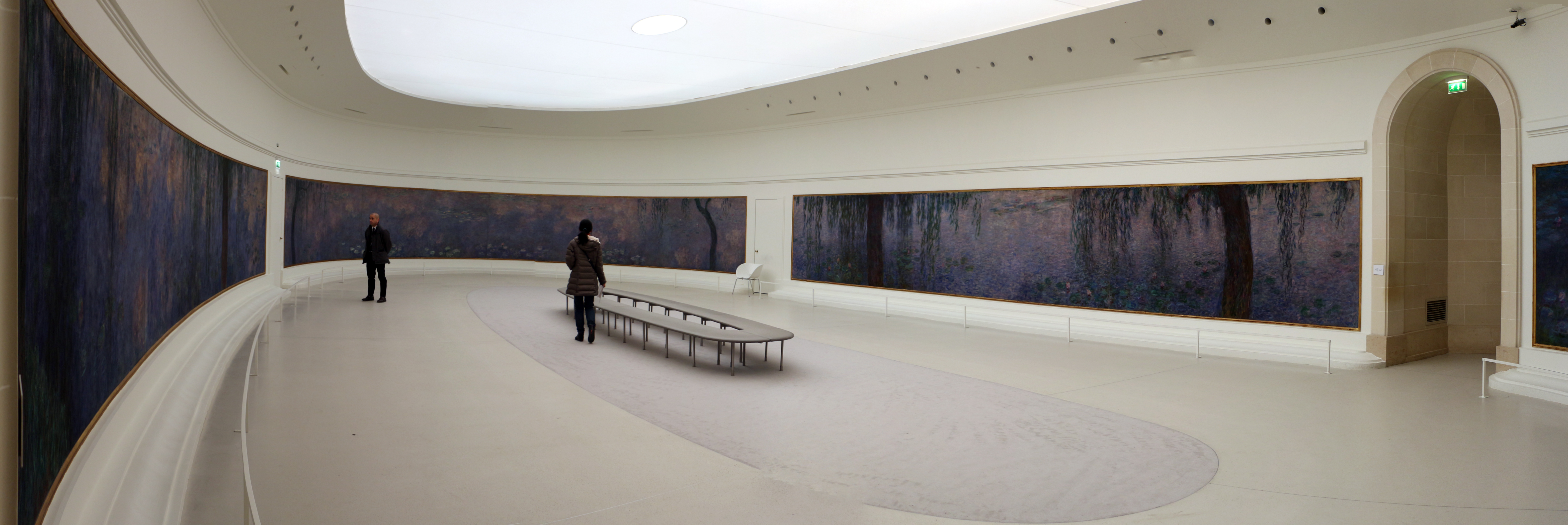
Teil der Seerosenbilder von Claude Monet im Musée de l’Orangerie

1921 wurde das Orangeriegebäude der Verwaltung der Schönen Künste unterstellt, die hier, wie im gegenüberliegenden Jeu de Paume, eine Außenstelle des der zeitgenössischen Kunst gewidmeten Musée du Luxembourg plante. Auf Initiative von Georges Clemenceau gelangten in den 1920er Jahren acht große Seerosengemälde seines Freundes Claude Monet als Schenkung an den französischen Staat. Diese wurden in zwei ovalen Räumen des Erdgeschosses der Orangerie installiert, so dass sie dort als eine Art Panorama Monets Seerosenteich in Giverny abbilden. André Masson bezeichnete 1952 diese Seerosendekorationen in der Orangerie als „Sixtinische Kapelle des Impressionismus“. Die auch als Musée Claude Monet bezeichneten Räume nahmen etwa die Hälfte der Ausstellungsfläche des Gebäudes ein. Die andere Hälfte des Musée de l’Orangerie diente weiterhin Wechselausstellungen. So fand hier 1932 die große Retrospektive aus Anlass des 100. Geburtstages von Édouard Manet statt. In gleicher Weise würdigte das Musée de l’Orangerie im Kriegsjahr 1941 die Malerin Berthe Morisot.
In den Jahren 1959 und 1963 gelangte die Sammlung von Jean Walter und Paul Guillaume in den Besitz des Musée de l’Orangerie. Um die 144 Gemälde dieser Sammlung im Gebäude ausstellen zu können, fand zwischen 1960 und 1965 ein umfangreicher Umbau statt, bei dem eine Betonzwischendecke eingezogen wurde, sodass innerhalb des bisherigen Baus ein zweites Geschoss entstand. Die Werke Monets verblieben am bisherigen Standort im Erdgeschoss und erhielten eine künstliche Beleuchtung, während die Räume der Sammlung Walter-Guillaume im neu geschaffenen zweiten Stock über Tageslicht verfügten.
Zwischen 2000 und 2006 erfolgte unter Berücksichtigung des Denkmalschutzes ein grundlegender Um- und Ausbau des Gebäudes. Um für die Seerosenbilder Monets wieder Tageslicht zu erhalten, wurde die Betonzwischendecke des Museums wieder entfernt. Für die Sammlung Walter/Guillaume entstand direkt neben dem Gebäude ein unterirdischer Neubau, dessen ebenerdige Glasdecke auch diesem Museumsbereich eine Beleuchtung mit Tageslicht ermöglicht. Die während der Ausschachtungsarbeiten entdeckten Reste einer 400 Jahre alten Stadtmauer aus der Zeit Ludwig XIII. verzögerten die Baumaßnahmen, da diese historischen Zeugnisse gesichert wurden und diese heute teilweise im Museum sichtbar sind. Durch die Baumaßnahmen, deren Kosten insgesamt 29 Millionen Euro betrugen, konnte die Museumsfläche von 3.200 m² auf 6.300 m² vergrößert werden. Mit mehr als 1,2 Millionen verzeichnete das Museum im Jahr 2023 einen Besucherrekord.

## Die Sammlung
Bekannt ist das Musée de l’Orangerie vor allem für die beiden Säle mit den Seerosenbildern Claude Monets. Diese Gemälde sind bis zu 17 Meter breit und je 2 Meter hoch und ergeben eine Gesamtlänge von mehr als 100 Meter. Neben diesen zu Beginn des 20. Jahrhunderts entstandenen Bildern Monets besitzt das Museum ein weiteres Werk des Künstlers aus dem Jahr 1874, dem Jahr der ersten Impressionistenausstellung. Das Gemälde Argenteuil ist eines der frühesten Bilder aus der Sammlung Walter/Guillaume. Diese Sammlung ist gekennzeichnet durch die Beschränkung auf wenige Künstler, von denen meist größere Werkgruppen zu sehen sind. Mit mehr als 20 Gemälden ist Pierre-Auguste Renoir durch die Sammlung Walter/Guillaume besonders umfangreich im Museum vertreten. Hierunter befinden sich neben einigen Stillleben und Frauendarstellungen auch die bekannten Werke Claude Renoir als Clown und Junge Damen am Klavier. Ein Landschaftsgemälde von Alfred Sisley rundet die Kollektion impressionistischer Kunst im Museum ab.
Von der nachfolgenden Künstlergeneration ist im Museum neben einer Südseelandschaft von Paul Gauguin ein Werkblock von 13 Arbeiten Paul Cézannes zu sehen. Dieser umfasst sowohl Stillleben, wie auch Landschaftsbilder und Porträts. Mit neun Gemälden ist das Werk des Vaters der naiven Malerei, Henri Rousseau, ebenfalls gut im Museum repräsentiert. Hierunter befinden sich die so bekannte Werke wie Die Hochzeit und Der Karren des Père Juniet.
Ein weiterer Schwerpunkt der Sammlung Walter/Guillaume sind Künstler aus den ersten Jahrzehnten des 20. Jahrhunderts. Besonders umfangreich sind hierbei die Werkgruppen von André Derain und Chaim Soutine mit jeweils mehr als 20 Arbeiten. Hinzu kommen zehn Gemälde von Maurice Utrillo, unter denen sich einige für den Künstler charakteristischen Pariser Stadtansichten befinden. Die elf Werke von Pablo Picasso im Museum reichen von seiner Rosa Periode über Arbeiten des Kubismus bis zu Bildern der 1920er Jahre. Darüber hinaus besitzt das Museum fünf Porträtarbeiten von Amedeo Modigliani, verschiedene Frauenporträts und Interieurs von Henri Matisse sowie einige Bilder von Marie Laurencin sowie ein Gemälde von Kees van Dongen.

## Ausstellungen
- 2013/2014: Frida Kahlo/Diego Rivera - L'art en fusion. Katalog.[2]

## Galerie

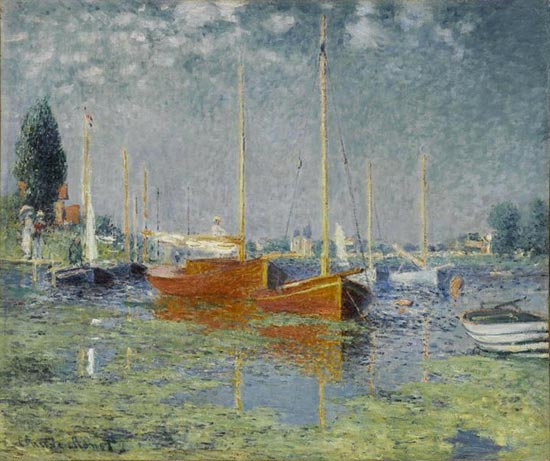
Claude Monet: Argenteuil
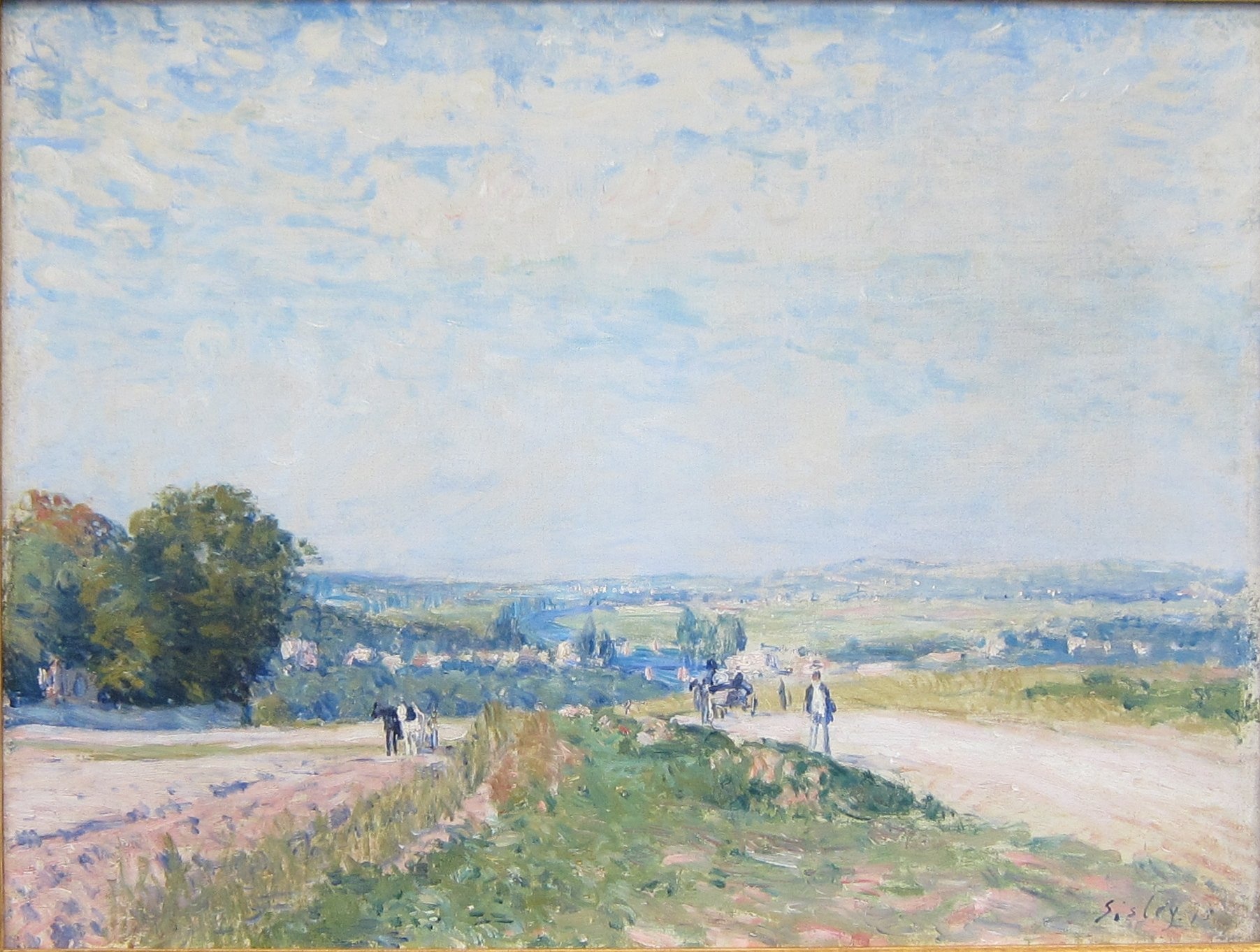
Alfred Sisley: Le Chemin de Montbuisson à Louveciennes
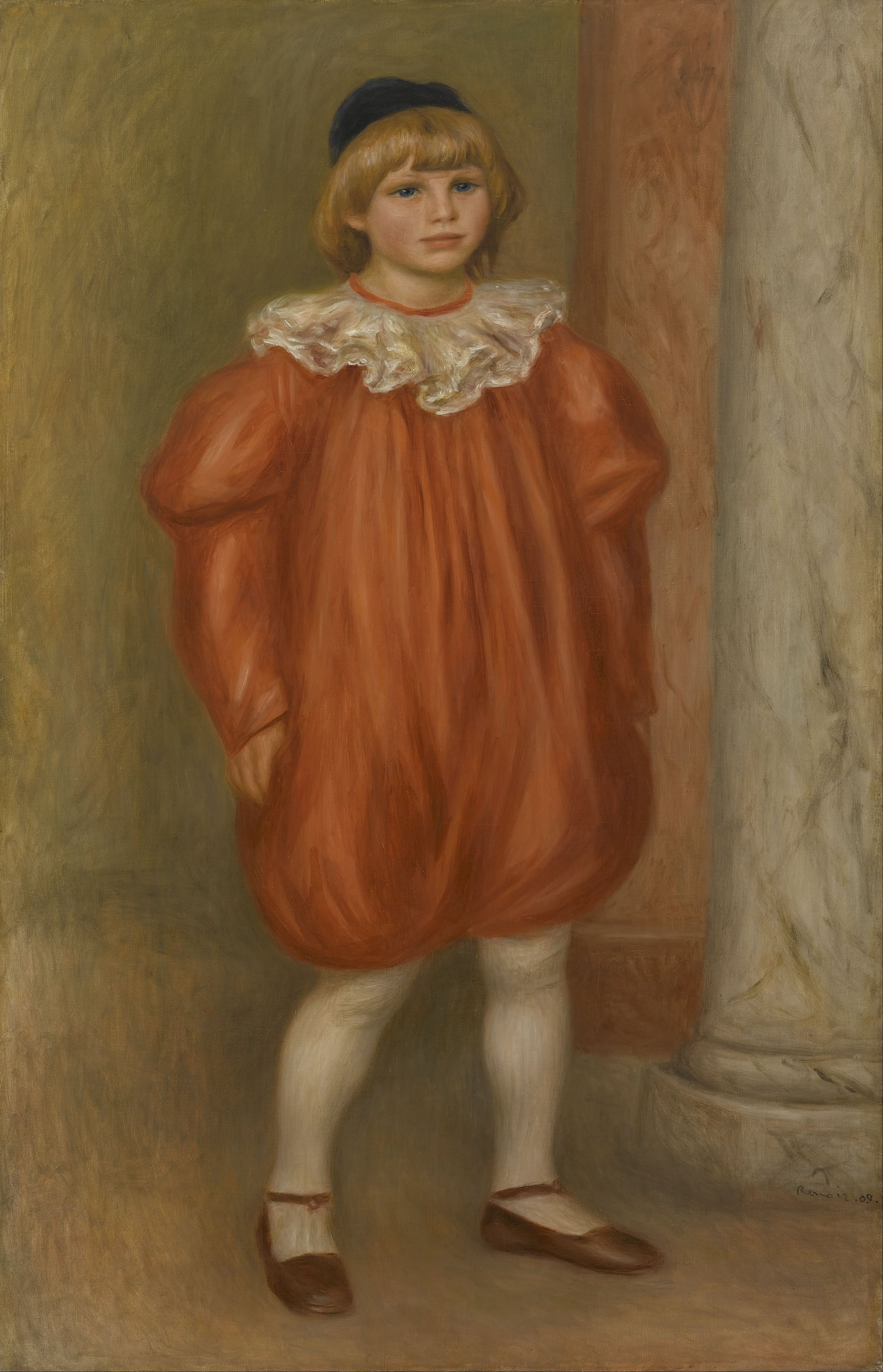
Pierre-Auguste Renoir: Claude Renoir als Clown
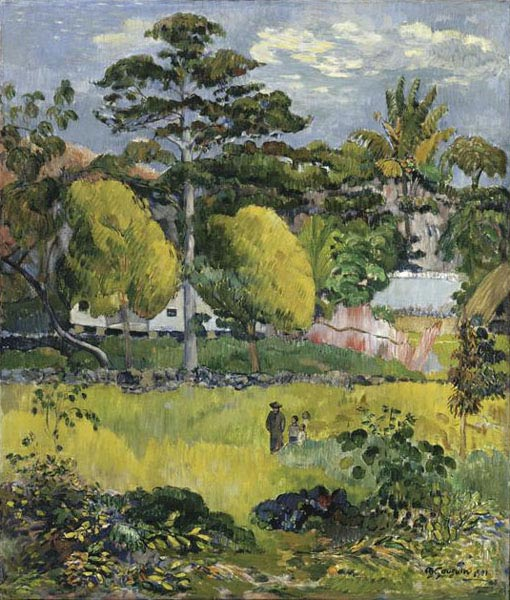
Paul Gauguin: Landschaft
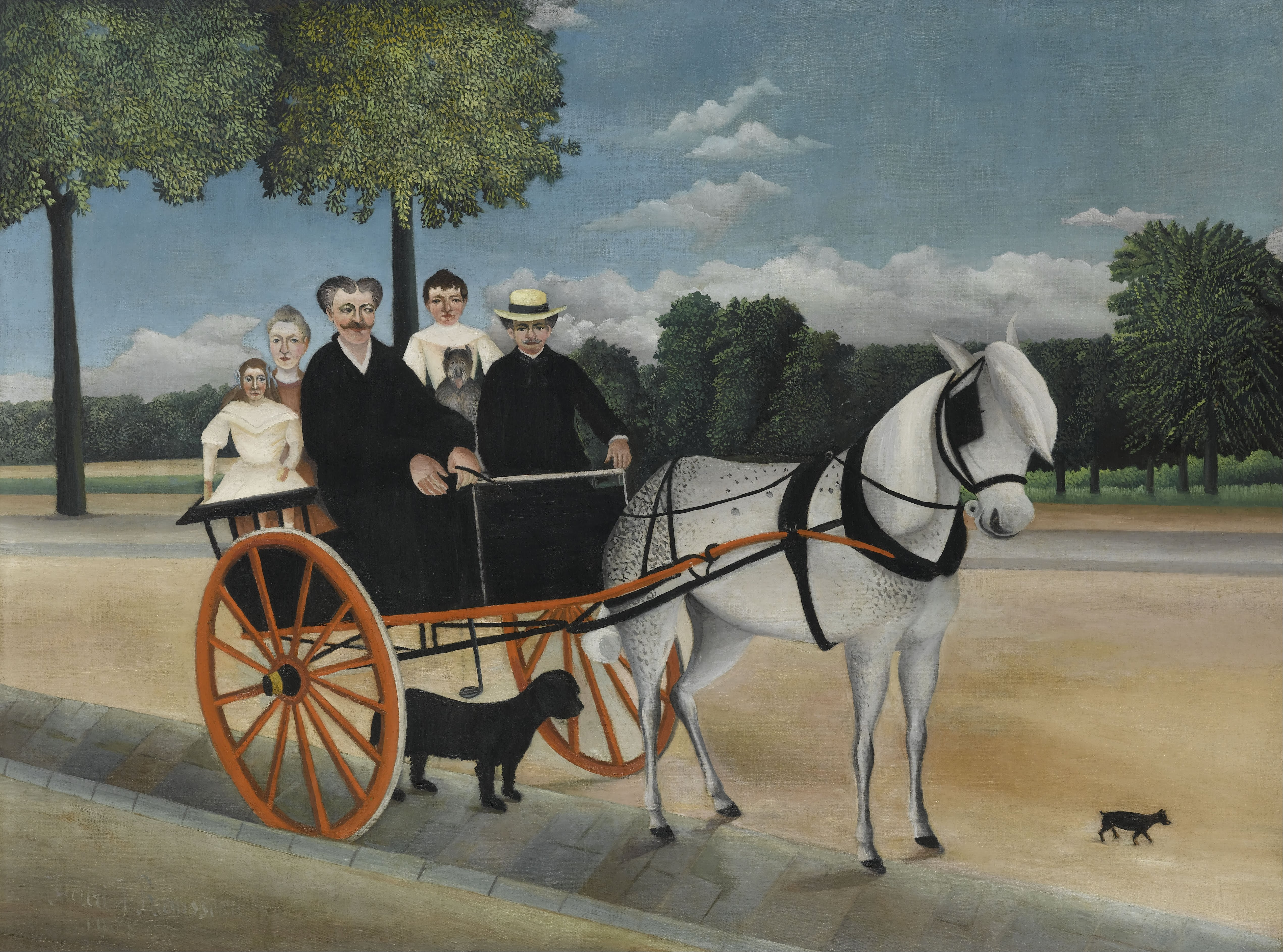
Henri Rousseau: Der Karren des Père Junier
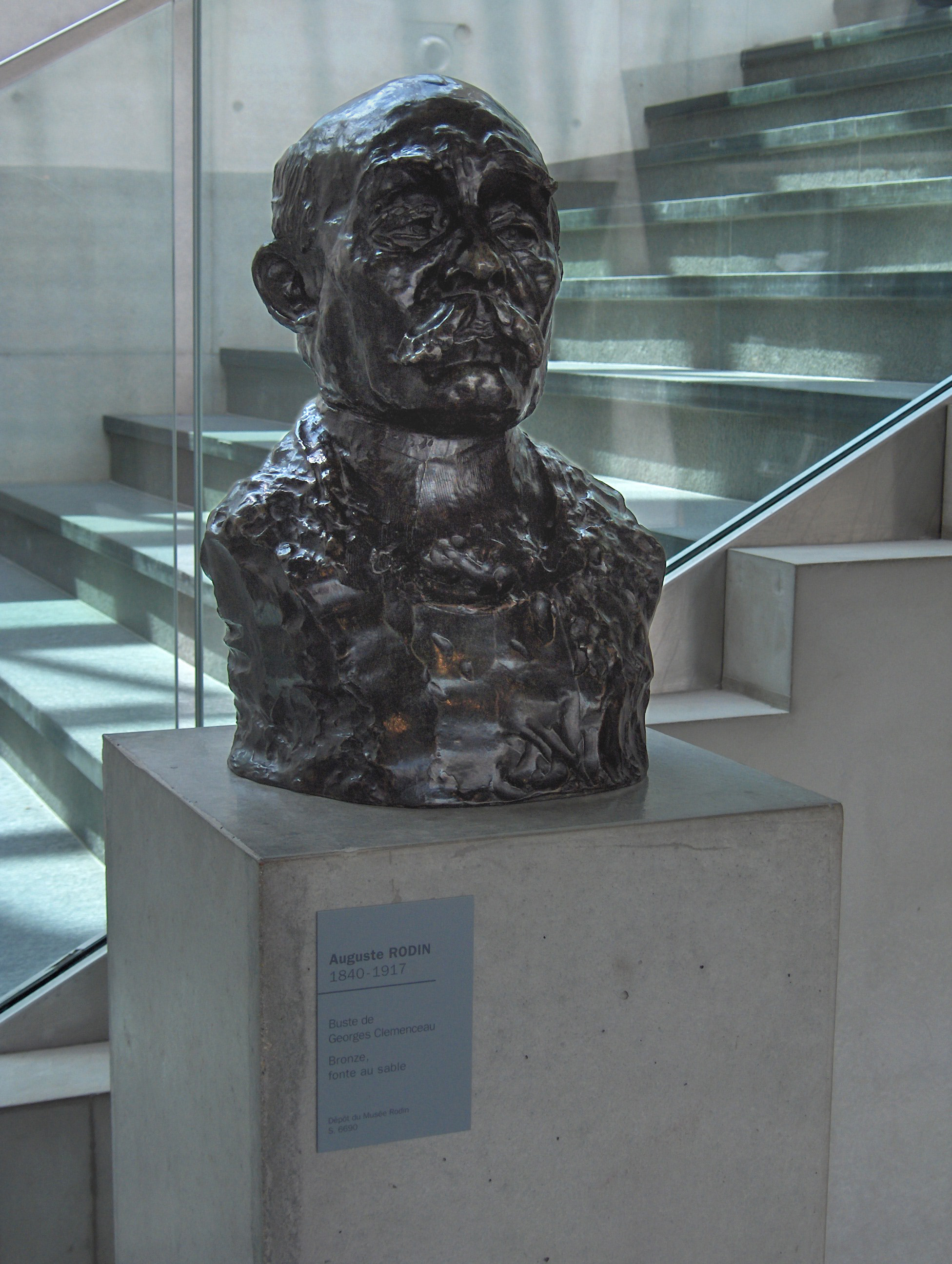
Auguste Rodin: Clémenceau
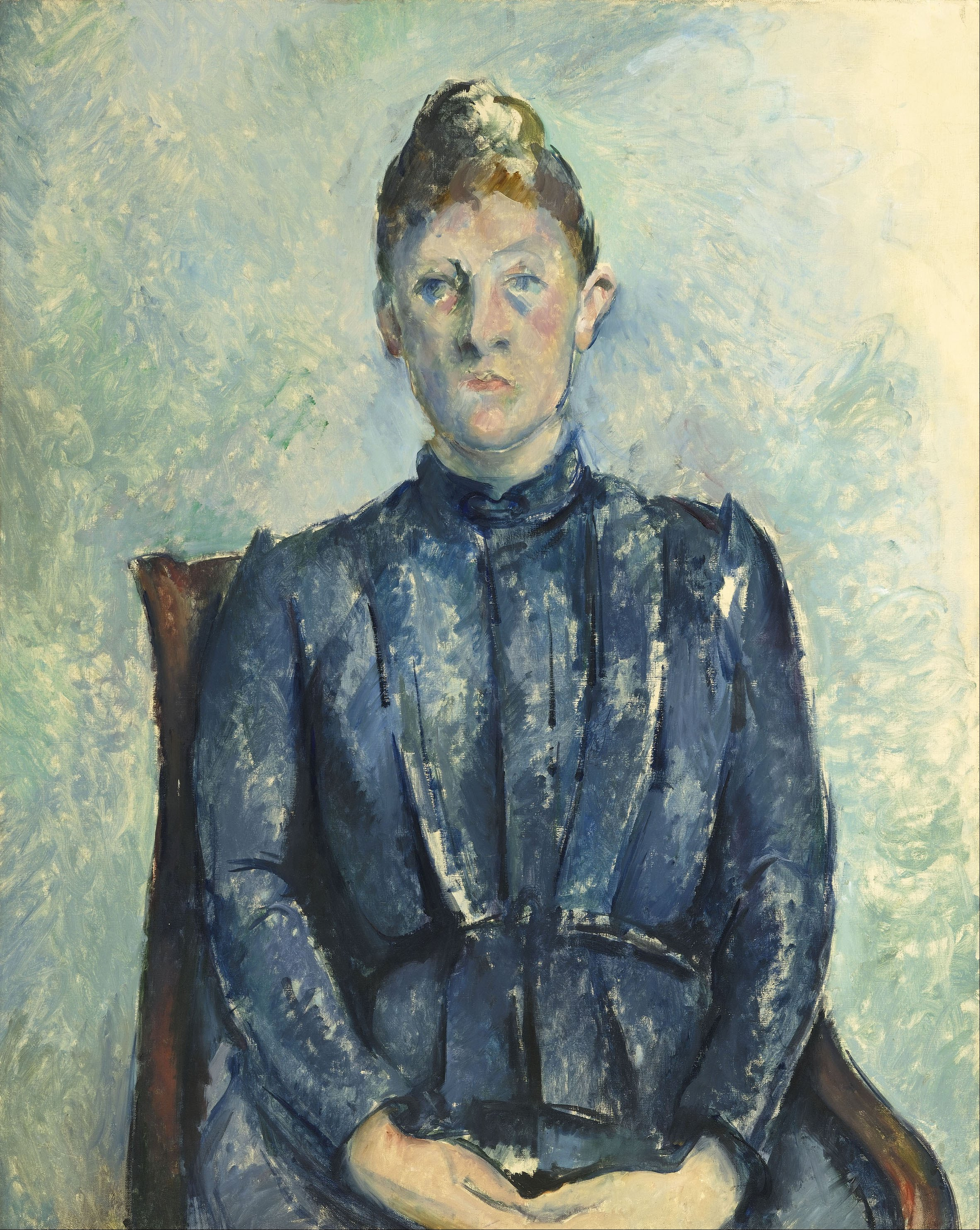
Paul Cézanne: Bildnis Madame Cézanne
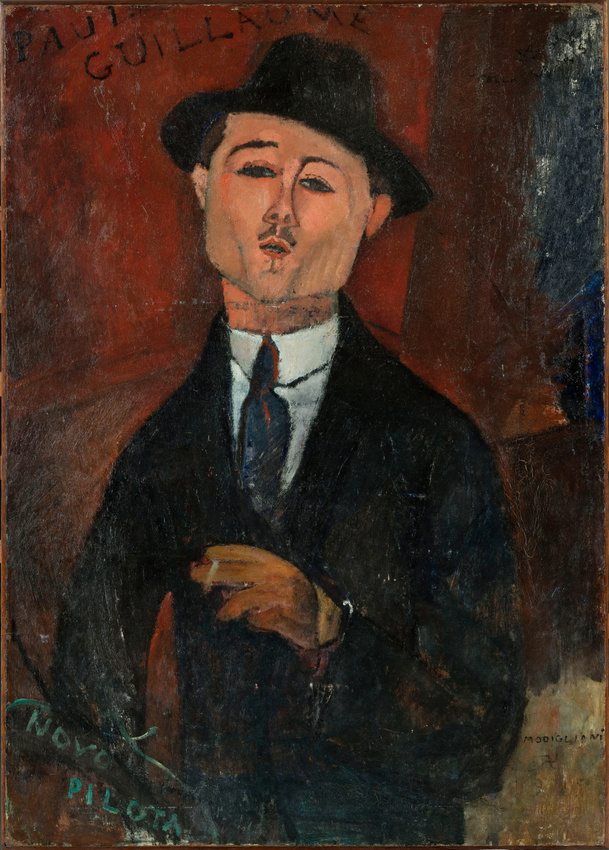
Amedeo Modigliani: Paul Guillaume, Novo Pilota